# USS Charles S. Sperry (DD-697)
USS Charles S. Sperry (DD-697) là một tàu khu trục lớp Allen M. Sumner được Hải quân Hoa Kỳ chế tạo trong Chiến tranh Thế giới thứ hai. Nó là chiếc tàu chiến duy nhất của Hải quân Mỹ được đặt theo tên Chuẩn đô đốc Charles Stillman Sperry (1847-1911), Hạm trưởng pháo hạm USS Yorktown (PG-1) và sau đó là Tư lệnh Hạm đội Chiến trận. Nó đã hoạt động cho đến hết Thế Chiến II, và tiếp tục phục vụ trong Chiến tranh Triều Tiên và sau đó, cho đến khi được chuyển cho Chile năm 1974, và hoạt động như là chiếc Ministro Zenteno D 16 cho đến khi ngừng hoạt động và bị tháo dỡ năm 1990. Charles S. Sperry được tặng thưởng bốn Ngôi sao Chiến trận do thành tích phục vụ trong Thế Chiến II, và thêm bốn Ngôi sao Chiến trận khác trong Chiến tranh Triều Tiên.

## Thiết kế và chế tạo
Charles S. Sperry được đặt lườn tại xưởng tàu của hãng Federal Shipbuilding and Drydock Company ở Kearny, New Jersey vào ngày 19 tháng 10 năm 1943. Nó được hạ thủy vào ngày 13 tháng 3 năm 1944; được đỡ đầu bởi cô M. Sperry, và nhập biên chế vào ngày 17 tháng 5 năm 1944 dưới quyền chỉ huy của Trung tá Hải quân H. H. McIlhenny.

## Lịch sử hoạt động

### 1944
Charles S. Sperry đi đến khu vực quần đảo Hawaii tiến hành những hoạt động huấn luyện sau cùng, và phục vụ như tàu canh phòng máy bay cho hoạt động chuẩn nhận phi công của các tàu sân bay. Nó khởi hành từ Trân Châu Cảng vào ngày 17 tháng 12 để đi Ulithi, nơi nó tham gia cùng các tàu sân bay nhanh thuộc Lực lượng Đặc nhiệm 38 trực thuộc Đệ Tam hạm đội vào ngày 28 tháng 12. Trong suốt thời gian còn lại của chiến tranh, nó hoạt động cùng Đội đặc nhiệm 38.3 – vốn mang tên 58.3 khi hoạt động như một đơn vị trực thuộc Đệ Ngũ hạm đội.

### 1945
Charles S. Sperry lên đường lần đầu tiên cùng với đội đặc nhiệm của nó vào ngày 30 tháng 12, 1944, khi các tàu sân bay tiến hành không kích xuống các căn cứ Nhật Bản tại Đài Loan và Luzon nhằm chuẩn bị cho cuộc đổ bộ lên vịnh Lingayen. Sau khi vô hiệu hóa các sân bay Nhật Bản, lực lượng đặc nhiệm tiếp tục ném bom các mục tiêu tại Đông Dương thuộc Pháp, dọc bờ biển phía Nam Trung Quốc và tại Okinawa trước khi quay trở về Ulithi vào ngày 26 tháng 1, 1945.

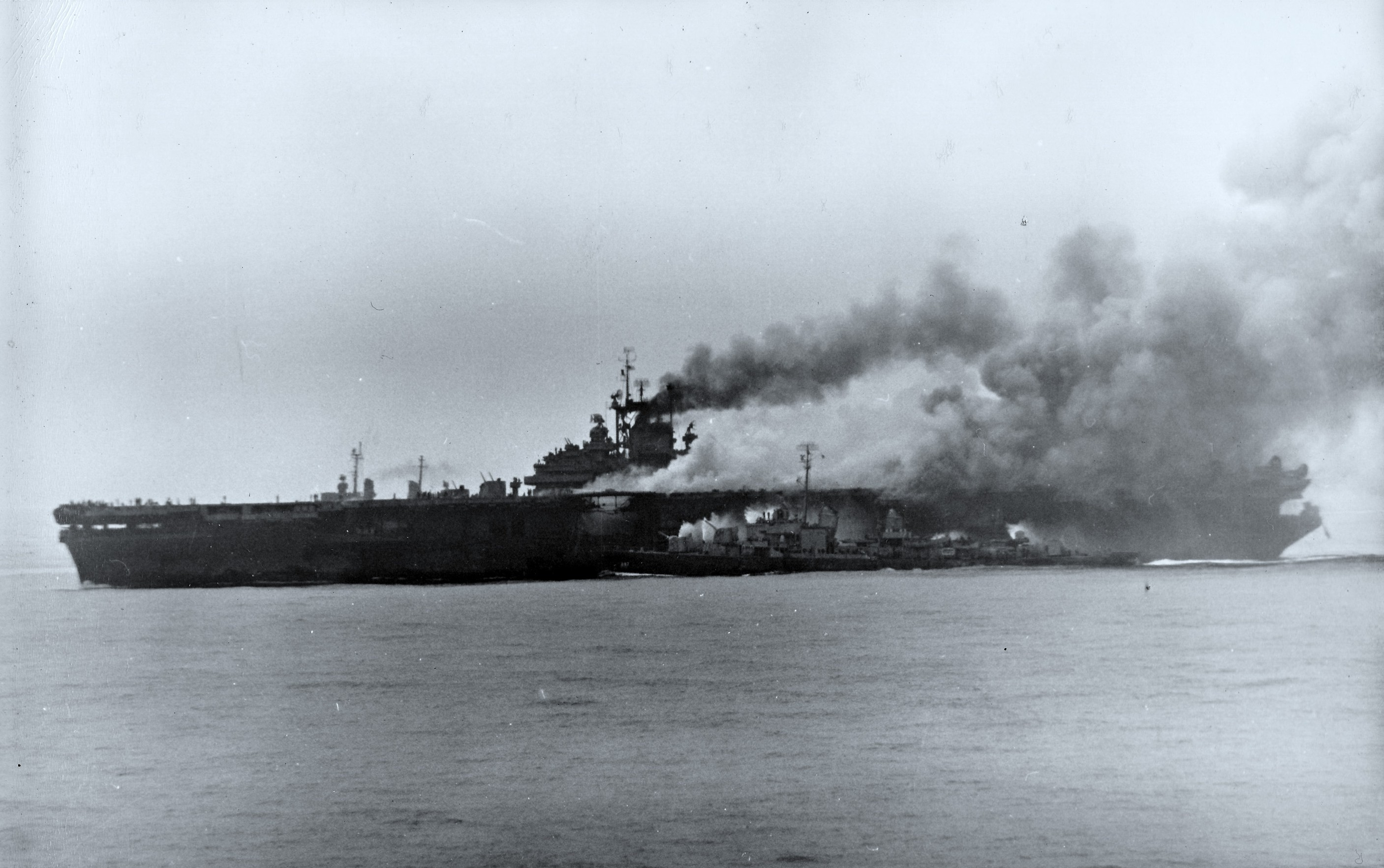
USS Charles S. Sperry cặp bên mạn USS Bunker Hill, 11 tháng 5, 1945.

Chiếc tàu khu trục một lần nữa cùng Lực lượng Đặc nhiệm 58 lên đường vào ngày 10 tháng 2 cho một hoạt động tương tự nhằm chuẩn bị cho cuộc đổ bộ lên Iwo Jima. Mục tiêu lần này là xuống ngay chính Tokyo, một cuộc tấn công đầu tiên xuống trái tim Nhật Bản bằng lực lượng tàu sân bay kể từ cuộc Đột kích Doolittle huyền thoại năm 1942. Vào các ngày 16 và 17 tháng 2, đợt không kích đã gây ra những thiệt hại vật chất cũng như tâm lý lớn lao. Sau đó Charles S. Sperry tiếp tục hỗ trợ trực tiếp cho cuộc đổ bộ lên Iwo Jima. Hai lần vào ngày 19 tháng 2 và các ngày 20-21 tháng 2, lực lượng tàu sân bay chịu đựng không kích từ đối phương, nhưng hỏa lực phòng không của Charles S. Sperry và các tàu hộ tống khác, kết hợp với sự cơ động lẩn tránh và thả khói ngụy trang, đã giúp hạn chế thiệt hại cho các tàu chiến đang tập trung. Một lượt không kích khác được lực lượng đặc nhiệm tiến hành nhắm vào Tokyo và Okinawa trước khi họ rút lui về Ulithi vào ngày 5 tháng 3.
Đổi tên trở lại thành Lực lượng Đặc nhiệm 38 khi phối thuộc cùng Đệ Tam hạm đội, lực lượng tàu sân bay nhanh khởi hành từ Ulithi vào ngày 14 tháng 3, tiến hành những hoạt động chuẩn bị cho cuộc đổ bộ lên Okinawa, vốn đã giữ chân Charles S. Sperry liên tục ngoài biển khơi cho đến ngày 1 tháng 6. Mở màn là cuộc không kích xuống Kyūshū, nơi mà Không lực Nhật phản công ác liệt bằng không kích xuống lực lượng tàu sân bay vào các ngày 19 và 20 tháng 3. Khi Franklin (CV-13) bị hư hại nặng bởi các đợt không kích này, Charles S. Sperry và các tàu hộ tống khác đã xây dựng hàng rào hỏa lực phòng không hiệu quả, ngăn chặn các kẻ tấn công khác gây hư hại thêm cho chiếc tàu sân bay; chiếc tàu khu trục đã trợ giúp bắn rơi nhiều máy bay đối phương. 
Sau đó Charles S. Sperry cùng lực lượng quay xuống phía Nam cho cuộc tấn công xuống chính Okinawa. Chiếc tàu khu trục đã tham gia bắn phá một sân bay tại Minami Daitō Jima vào ngày 27 tháng 3; và sau khi cuộc đổ bộ chính diễn ra vào ngày 1 tháng 4, máy bay từ tàu sân bay của Lực lượng Đặc nhiệm 38 đã hỗ trợ trên không cho cuộc tấn công, và chiếc tàu khu trục đã phục vụ canh phòng máy bay và cột mốc radar cho lực lượng. Vào ngày 7 tháng 4, đối phó với Chiến dịch Ten-Go của Hải quân Nhật, máy bay từ tàu sân bay đã không kích đánh chìm thiết giáp hạm Yamato, tàu tuần dương hạng nhẹ Yahagi cùng bốn trong số tám tàu khu trục hộ tống. Ngoài khơi Okinawa, Charles S. Sperry đã hỗ trợ vào việc bắn rơi nhiều máy bay tấn công cảm tử kamikaze đối phương vào các ngày 11, 14, 16 và 29 tháng 4 và ngày 11 tháng 5. Khi các tàu sân bay Hancock (CV-19) và Bunker Hill (CV-17) trở thành nạn nhân của máy bay tấn công tự sát, nó đã túc trực bên cạnh để trợ giúp kiểm soát hư hỏng và cứu vớt những người dưới nước.
Charles S. Sperry đi đến vịnh San Pedro, Philippines, và ở lại đây từ ngày 1 tháng 6 đến ngày 1 tháng 7 để nghỉ ngơi, bảo trì và tiếp liệu. Nó lại lên đường để hộ tống cho các tàu sân bay trong những đợt không kích sau cùng xuống chính quốc Nhật Bản. Sau khi Nhật Bản chấp nhận đầu hàng vào ngày 15 tháng 8 kết thúc cuộc chiến tranh, nó đã bảo vệ cho đợt đổ bộ đầu tiên của lực lượng chiếm đóng, và sau đó là di tản các tù binh chiến tranh Đồng Minh từ các trại tập trung Nhật Bản ra các tàu sân bay. Vào ngày 31 tháng 8, hạm đội đi đến ngoài khơi vịnh Tokyo, nơi văn kiện đầu hàng được chính thức ký kết vào ngày 2 tháng 9 trên sàn sau thiết giáp hạm Missouri (BB-63).

### 1946 - 1950
Charles S. Sperry tiếp tục ở lại vùng Viễn Đông, tham gia thực hành, tuần tra và vận chuyển thư tín cho đến ngày 30 tháng 12, 1945, khi nó rời Sasebo để quay trở về vùng bờ Đông Hoa Kỳ, và về đến Baltimore, Maryland vào ngày 19 tháng 2, 1946. Chiếc tàu khu trục ở lại Boston, Massachusetts với một biên chế thủy thủ đoàn cắt giảm, vào tháng 3, 1947 đã đi đến New Orleans, Louisiana trong vai trò tàu huấn luyện cho Hải quân Dự bị cho đến tháng 7, 1950. Sau một đợt đại tu tại Norfolk, Virginia, con tàu lên đường đi sang Viễn Đông, đi đến vùng chiến sự ngoài khơi bờ biển Triều Tiên vào ngày 14 tháng 10, 1950.

### Chiến tranh Triều Tiên
Charles S. Sperry hầu như hoạt động liên tục ngoài khơi Triều Tiên cho đến tháng 6, 1951. Trong hai tuần lễ đầu tiên, nó bắn phá các vị trí đối phương tại Songjin, hộ tống tàu bè, tuần tra và bảo vệ cho hoạt động quét mìn. Trong tháng 11 và tháng 12, 1950, nó tiếp tục nhiệm vụ bắn phá, và bảo vệ cho việc triệt thoái lực lượng khỏi Kojo, Wonsan và Hungnam. Vào ngày 23 tháng 12, đang khi bắn phá Songjin, nó trúng ba phát đạn pháo từ pháo bờ biển đối phương, nhưng chỉ bị hư hại nhẹ và không chịu thương vong. Con tàu được sửa chữa tại Sasebo vào đầu tháng 1, 1951, và tiếp tục quay trở lại vùng chiến sự hỗ trợ cho việc triệt thoái lực lượng ở phía bắc vĩ tuyến 38, và bắn phá dọc bờ biển.
Trong chiến dịch phong tỏa Wonsan, Charles S. Sperry đã tiến vào phạm vi cảng vào ngày 17 tháng 1, 1951 để bắn phá can thiệp và bảo vệ cho cuộc đổ bộ lên các đảo. Nó rời khu vực Wonsan vào ngày 5 tháng 3 để đi đến Songjin, tham gia cuộc phong tỏa tại đây, tiến hành tuần tra hầu như liên tục và bắn phá các vị trí đối phương, cho đến ngày 6 tháng 6. Nó lên đường quay trở về nhà, về đến Norfolk vào ngày 2 tháng 7.

### 1951 - 1974
Được bố trí về Lực lượng Khu trục trực thuộc Hạm đội Đại Tây Dương, Charles S. Sperry hoạt động từ cảng nhà Norfolk cho đến năm 1960. Trong các năm 1953, 1955, 1956, 1958 và 1959, nó được điều động sang Địa Trung Hải để phục vụ cùng Đệ Lục hạm đội. Lượt bố trí năm 1956 lại trùng hợp với thời điểm diễn ra cuộc Khủng hoảng kênh đào Suez, do việc Ai Cập quốc hữu hóa con kênh đào đã dẫn đến mâu thuẫn, và sau đó là xung đột giữa Ai Cập với Anh, Pháp và Israel. Chiếc tàu khu trục đã có mặt tại khu vực Đông Địa Trung Hải, hộ tống các tàu vận tải di tản công dân Hoa Kỳ rời khỏi Ai Cập. Các chuyến đi huấn luyện học viên sĩ quan cùng các cuộc tập trận của Khối NATO cũng đưa con tàu đến nhiều cảng Bắc Âu, đôi khi kết hợp với các lượt hoạt động cùng Đệ Lục hạm đội.
Cuối năm 1959, Charles S. Sperry được nâng cấp đáng kể trong Chương trình Hồi sinh và Hiện đại hóa Hạm đội (FRAM: Fleet Rehabilitation and Modernization), trong đó bao gồm việc trang bị sàn đáp và hầm chứa cho hoạt động của một máy bay trực thăng không người lái chống tàu ngầm Gyrodyne QH-50 DASH. Sau khi hoàn tất việc tái trang bị, nó tiếp tục hoạt động tại vùng bờ Đông, nhưng chuyển cảng nhà đến Newport, Rhode Island. Nó thực hiện một chuyến đi đến vùng biển Caribe vào mùa Hè năm 1968, đi đến San Juan, Puerto Rico vào cuối tháng 6, đại diên cho Hải quân Hoa Kỳ trong lễ hội San Juan, một ngày lễ quốc gia tại Puerto Rico.
Charles S. Sperry được cho xuất biên chế vào ngày 15 tháng 12, 1973 và rút tên khỏi danh sách Đăng bạ Hải quân cùng ngày hôm đó.

### Ministro Zenteno(D 16)
Con tàu được bán cho Chile vào ngày 8 tháng 1, 1974, và phục vụ cùng Hải quân Chile như là chiếc Ministro Zenteno (D 16). Nó cuối cùng bị tháo dỡ vào năm 1990.

## Phần thưởng
Charles S. Sperry được tặng thưởng bốn Ngôi sao Chiến trận do thành tích phục vụ trong Thế Chiến II, và thêm bốn Ngôi sao Chiến trận khác trong Chiến tranh Triều Tiên.